# ريدج ريسر أونباونديد
ريدج ريسر أونباونديد (بالإنجليزية: Ridge Racer Unbounded)‏، هي لعبة فيديو إلكترونية من نوع سباقات السيارات، صدرت في الأسواق سنة 2012، من تطوير باغبير إنترتنمنت الفنلندية، ونشرها شركة بانداي نامكو إنترتينمنت، وتعمل على منصات بلاي ستيشن 3، مايكروسوفت ويندوز وإكس بوكس 360.